# 卡塔瓦西區
12°47′59″S 75°53′31″W / 12.7997°S 75.8919°W
卡塔瓦西區（西班牙語：Distrito de Catahuasi），是秘魯的一個區，位於該國中南部利馬大區的堯約斯省，始建於1986年6月6日，面積123.9平方公里，海拔高度1,179米，2005年人口1,310，人口密度每平方公里11人。